# Borås resecentrum

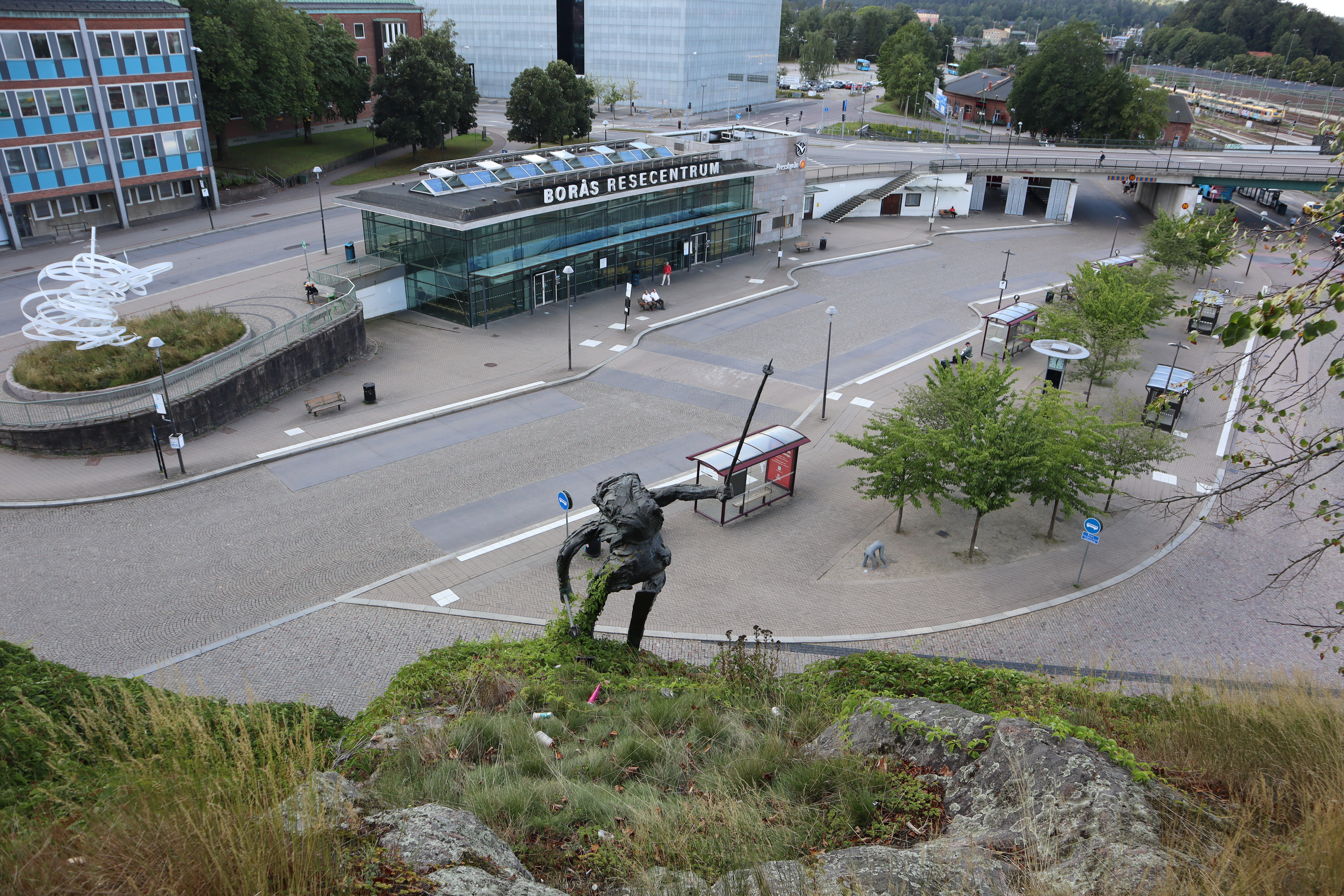
Borås resecentrum.

Borås resecentrum är en bussterminal för regionala och kommunala busslinjer på Centralplan i Borås. Terminalen byggdes om 2004 och fick då även en egen byggnad mitt emot Borås centralstation. Knutpunkt för Borås lokala stadsbussar är annars Södra torget någon kilometer bort (närmare stadskärnan), men flera av dessa linjer passerar även Resecentrum. Vissa regionala linjer går också via Södra torget. Bussbolagen Flixbus, Bus4You och Nettbuss Express trafikerar Resecentrum.

### Fotnoter
1. ↑  Arkitektbyråns webbplats Arkiverad 13 augusti 2010 hämtat från the Wayback Machine.